# Pływanie artystyczne na Mistrzostwach Świata w Pływaniu 2022 – duety mieszane dowolnie
Duety mieszane dowolnie – jedna z konkurencji rozgrywanych w ramach pływania artystycznego, podczas mistrzostw świata w pływaniu w 2022. Eliminacje odbyły się 24 czerwca, a finał został rozegrany 25 czerwca.
Do eliminacji zgłoszonych zostało trzynaście par, dwanaście z najlepszymi wynikami awansowało do finałowej rywalizacji.
Zawody w tej konkurencji wygrali reprezentanci Włoch Giorgio Minisini i Lucrezia Ruggiero. Drugą pozycję zajęli zawodnicy z Japonii Tomoka Sato i Yotaro Sato, trzecią zaś reprezentujący Chiny Shi Haoyu i Zhang Yiyao.

## Wyniki
| Miejsce | Zawodnicy                                | Państwo           | Eliminacje | Eliminacje | Finał   | Finał   |
| Miejsce | Zawodnicy                                | Państwo           | Wynik      | Miejsce    | Wynik   | Miejsce |
| ------- | ---------------------------------------- | ----------------- | ---------- | ---------- | ------- | ------- |
| 01 !    | Giorgio Minisini Lucrezia Ruggiero       | Włochy            | 90,5000    | 1.         | 90,9667 | 1.      |
| 02 !    | Tomoka Sato Yotaro Sato                  | Japonia           | 88,9000    | 2.         | 89,7333 | 2.      |
| 03 !    | Shi Haoyu Zhang Yiyao                    | Chiny             | 87,8333    | 3.         | 88,4000 | 3.      |
| 4.      | Emma Garcia Pau Ribes                    | Hiszpania         | 86,1667    | 4.         | 87,1333 | 4.      |
| 5.      | Claudia Coletti Kenneth Gaudet           | Stany Zjednoczone | 83,6000    | 5.         | 85,2000 | 5.      |
| 6.      | Jennifer Cerquera Gustavo Sánchez        | Kolumbia          | 81,4667    | 6.         | 83,0667 | 6.      |
| 7.      | Eduard Kim Żaklin Jakimowa               | Kazachstan        | 80,3000    | 7.         | 82,3000 | 7.      |
| 8.      | Fabiano Ferreira Gabriela Regly          | Brazylia          | 77,2333    | 8.         | 78,7667 | 8.      |
| 9.      | Jozef Solymosy Silvia Solymosyová        | Słowacja          | 73,8333    | 9.         | 75,1000 | 9.      |
| 10.     | Kantinan Adisaisiributr Voranan Toomchay | Tajlandia         | 67,4333    | 10.        | 68,1333 | 10.     |
| 11.     | Javier Ruisanchez Nicolle Torrens        | Portoryko         | 66,4000    | 11.        | 65,7000 | 11.     |
| 12.     | Andy Avila Carelys Valdes                | Kuba              | 64,5333    | 12.        | 64,6333 | 12.     |
| 13.     | Laura Strugnell Ayrton Sweeney           | Południowa Afryka | 63,6000    | 13.        | NQ      | NQ      |